# 阿拉木斯
阿拉木斯（1989年6月2日—），内蒙古人，中国男子柔道運動員。

## 生平
2010年6月，阿拉木斯在男子柔道世界杯葡萄牙站暨伦敦奥运积分赛，於60公斤级A组出战，一路晋级决赛。他在冠军战对阵英国选手英格迈尔，结果被一本放倒，获得亞軍，并获得了60分的奥运积分。
2012年，阿拉木斯代表中国出戰英國倫敦舉行的奥林匹克运动会柔道比賽男子60公斤級賽事。